# Voganj
Voganj (cyr. Вогањ) – wieś w Serbii, w Wojwodinie, w okręgu sremskim, w gminie Ruma. W 2011 roku liczyła 1506 mieszkańców.